# Stazione di Parenzo
La stazione di Parenzo era la stazione ferroviaria terminale della linea ferroviaria a scartamento ridotto Trieste-Parenzo a servizio della città di Parenzo. Venne chiusa il 31 agosto 1935 assieme alla linea ferroviaria .